# Discografia di Carmen Consoli
La cantautrice italiana Carmen Consoli ha venduto, dal 1995, circa 2 milioni di dischi certificati da M&D e FIMI con un disco multiplatino (come membro del gruppo Artisti Uniti per l'Abruzzo), 13 dischi di platino e tre dischi d'oro[4].
È tra le dieci donne italiane ad aver venduto più dischi nel decennio 2000-2009; quasi la metà delle vendite complessive sono avvenute in tale decennio, con oltre 900.000 album venduti, provenienti principalmente da 4 cd in studio in lingua italiana e dall'album live L'anfiteatro e la bambina impertinente, uno dei dischi live italiani più venduti di sempre (200.000 copie). In 20 anni, ha pubblicato 9 album in studio (più alcune versioni per il mercato estero), 3 album dal vivo, 1 compilation, 1 album di colonne sonore, 4 video album (di cui tre come artista principale), 35 singoli e numerose collaborazioni. Con i suoi album e DVD ha conquistato 13 volte la top-ten italiana, 
mentre con i singoli ha ottenuto per 7 volte la top-twenty, raggiungendo
complessivamente, con le sue pubblicazioni discografiche e 
collaborazioni, 4 numeri uno nelle diverse classifiche. Dal 1997 al 2021, ha avuto 8 album in studio consecutivi in top 10.

## Album

### Album in studio
| Anno | Album                                                | Classifiche | Certificazioni                |
| Anno | Album                                                | ITA         | Certificazioni                |
| ---- | ---------------------------------------------------- | ----------- | ----------------------------- |
| 1996 | Due parole - Etichetta: Cyclope/Polydor              | –           | ITA: – 15.000 copie           |
| 1997 | Confusa e felice - Etichetta: Cyclope/Polydor        | 6           | ITA: 1x Platino 130.000 copie |
| 1998 | Mediamente isterica - Etichetta: Cyclope/Polydor     | 9           | ITA: 1x Oro 80.000 copie      |
| 2000 | Stato di necessità - Etichetta: Cyclope/Polydor      | 9           | ITA: 3x Platino 300.000 copie |
| 2002 | L'eccezione - Etichetta: Cyclope/Polydor             | 1           | ITA: 2x Platino 200.000 copie |
| 2006 | Eva contro Eva - Etichetta: Universal Music          | 1           | ITA: 1x Platino 80.000 copie  |
| 2009 | Elettra - Etichetta: Universal Music                 | 2           | ITA: 1x Oro 25.000 copie      |
| 2015 | L'abitudine di tornare - Etichetta: Universal Music  | 3           | ITA: 1x Oro 25.000 copie      |
| 2021 | Volevo fare la rockstar - Etichetta: Universal Music | 2           | ITA: –                        |

* Nota: la soglia per le certificazioni attuali (Platino: 50.000 copie; Oro 25.000 copie), non viene considerata per gli album precedenti all'introduzione della soglia stessa. Ad esempio, gli album precedenti al 2004, rimangono con le certificazioni ottenute durante quegli anni e non ottengono ulteriori certificazioni. Le regole vigenti adesso non vengono quindi considerate per quegli album. Per maggiori informazioni: FIMI.

### Album dal vivo
| Anno | Album                                                                      | Classifiche | Certificazioni                |
| Anno | Album                                                                      | ITA         | Certificazioni                |
| ---- | -------------------------------------------------------------------------- | ----------- | ----------------------------- |
| 2001 | L'anfiteatro e la bambina impertinente - Etichetta: Universal Music Italia | 7           | ITA: 2x Platino 200.000 copie |
| 2003 | Un sorso in più - Etichetta: Universal Music Italia                        | 16          | -                             |
| 2018 | Eco di sirene - Etichetta: Universal Music Italia                          | 2           | -                             |

### Raccolte
| Anno | Album                                                 | Classifiche | Certificazioni               |
| Anno | Album                                                 | ITA         | Certificazioni               |
| ---- | ----------------------------------------------------- | ----------- | ---------------------------- |
| 2010 | Per niente stanca - Etichetta: Universal Music Italia | 6           | ITA: 1x Platino 50.000 copie |

## Singoli
- 1995 – Quello che sento
- 1996 – Questa notte una lucciola illumina la mia finestra
- 1996 – Amore di plastica
- 1996 – Lingua a sonagli
- 1997 – Confusa e felice
- 1997 – Venere
- 1997 – Uguale a ieri
- 1998 – Bésame Giuda
- 1998 – Puramente casuale
- 1998 – Eco di sirene
- 1998 – Autunno dolciastro
- 2000 – In bianco e nero
- 2000 – Parole di burro
- 2000 – Orfeo
- 2000 – L'ultimo bacio
- 2000 – Gamine impertinente
- 2002 – L'eccezione
- 2003 – Pioggia d'aprile
- 2003 – April Showers
- 2003 – Fiori d'arancio
- 2005 – Il pendio dell'abbandono
- 2006 – Signor Tentenna
- 2006 – Tutto su Eva
- 2009 – Non molto lontano da qui
- 2010 – Mandaci una cartolina
- 2010 – 'A finestra
- 2010 – Guarda l'alba
- 2011 – AAA Cercasi
- 2014 – L'abitudine di tornare
- 2015 – Sintonia imperfetta
- 2015 – Ottobre
- 2017 – Monster Family (con Max Gazzè)
- 2018 – Uomini topo
- 2018 – Tano
- 2019 – Lo stretto necessario (con Levante)
- 2020 – Luna araba (con Colapesce Dimartino)
- 2021 – Una domenica al mare
- 2021 – Qualcosa di me che non ti aspetti
- 2022 – Sta succedendo
- 2022 – Un momento di felicità (con Marina Rei)

## Apparizioni
- 1996 – L'animale, nell'album tributo a Franco Battiato Battiato non Battiato
- 2004 – Stranizza d'amuri, nell'album tributo a Franco Battiato Voli imprevedibili

## Collaborazioni
- 1998 – Mai come ieri (Mario Venuti feat. Carmen Consoli)
- 2001 – Siciliano (Lucio Dalla feat. Carmen Consoli)
- 2008 – Tutto l'universo obbedisce all'amore (Franco Battiato feat. Carmen Consoli)
- 2017 – Il conforto (Tiziano Ferro feat. Carmen Consoli) - (3 dischi di platino, 150.000 copie vendute)
- 2021 – L'odore del mare (Tiromancino feat. Carmen Consoli)
- 2023 - Io confesso  (La Crus feat. Carmen Consoli)

### Video musicali
| Anno | Titolo                                  | Regista/i                            |
| ---- | --------------------------------------- | ------------------------------------ |
| 1996 | Amore di plastica                       | Luca Lucini                          |
| 1996 | Lingua a sonagli                        | Dominic DeJoseph                     |
| 1998 | Bésame Giuda                            | Claudio Sinatti, Riccardo Struchil   |
| 1998 | Mediamente isterica                     | Claudio Sinatti, Riccardo Struchil   |
| 1998 | Eco di sirene                           | Stefano Mordini                      |
| 1998 | Amore dolciastro                        | Lars Blumers                         |
| 2000 | Parole di burro                         | Francesco Fei                        |
| 2001 | L'ultimo bacio                          | Davide Marengo                       |
| 2002 | L'eccezione                             | Davide Marengo                       |
| 2003 | Pioggia d'aprile                        | Paolo Scarfò                         |
| 2003 | Fiori d'arancio                         | Davide Marengo                       |
| 2006 | Signor Tentenna                         | Francesco Fei                        |
| 2006 | Tutto su Eva                            | Francesco Fei                        |
| 2009 | Non molto lontano da qui                | Francesco Fei                        |
| 2010 | Guarda l'alba                           | Paolo Scarfò                         |
| 2011 | AAA Cercasi                             | Paolo Scarfò                         |
| 2014 | L'abitudine di tornare                  | Fernando Luceri                      |
| 2015 | Sintonia imperfetta                     | Paolo Scarfò                         |
| 2015 | Ottobre                                 | Leandro Manuel Emede, Nicolò Cerioni |
| 2018 | Uomini topo                             | Giacomo Citro                        |
| 2021 | Una domenica al mare                    | Attilio Cusani                       |
| 2022 | Sta succedendo                          | Adriano Spadaro                      |
| 2022 | Un momento di felicità (con Marina Rei) | Duilio Scalici                       |

#### Partecipazioni in videoclip di altri artisti
| Anno | Titolo                               | Artista                                  | Regista/i             |
| ---- | ------------------------------------ | ---------------------------------------- | --------------------- |
| 1998 | Mai come ieri                        | Mario Venuti feat. Carmen Consoli        |                       |
| 2008 | Tutto l'universo obbedisce all'amore | Franco Battiato feat. Carmen Consoli     | Alex Infascelli       |
| 2009 | Domani                               | Artisti Uniti per l'Abruzzo              | Ambrogio Lo Giudice   |
| 2017 | Il conforto                          | Tiziano Ferro feat. Carmen Consoli       | Gaetano Morbioli      |
| 2017 | Bianca                               | Afterhours feat. Carmen Consoli          | Cosimo Alemà          |
| 2019 | Lo stretto necessario                | Levante feat. Carmen Consoli             | Giacomo Triglia       |
| 2020 | Luna araba                           | Colapesce Dimartino feat. Carmen Consoli | Tommaso Buldini       |
| 2021 | L'odore del mare                     | Tiromancino feat. Carmen Consoli         | Gianluca Della Monica |

## Album video
- 2001 - L'anfiteatro e la bambina impertinente
- 2008 - Eva contro Eva
- 2011 - Per niente stanca - Video Collection